# Сетевая система управления
Сетевая система управления (NCS - Network Control System) — это управляющая система, в которой контуры управления замкнуты через сеть связи. Отличительной чертой NCS является то, что компоненты системы обмениваются сигналами управления и обратной связью через коммуникационную сеть  в форме пакетов.

## Обзор
Функционал NCS устанавливается с помощью четырех основных элементов:
- Датчики - получают информацию.
- Контроллеры - принимают решения и дают команды.
- Приводы - выполняют управляющие команды.
- Сеть - позволяет осуществлять обмен информацией.

Наиболее важной особенностью NCS является то, что она соединяет цифровую среду с физической, позволяя выполнять разные задачи удаленно на большом расстоянии. Кроме того, сетевые системы управления не нуждаются в проводке, что уменьшает сложность и затраты на проектирование и внедрение систем управления. Их также можно легко модифицировать или модернизировать, просто добавив к ним датчики, актюаторы и контроллеры, что относительно недорого и не требует существенных изменений в структуре системы. Более того, благодаря эффективному обмену данными между контроллерами, такие системы могут объединять обширную информацию для принятия интеллектуальных решений в условиях больших физических пространств.
Возможности их потенциального применения многочисленны и охватывают широкий спектр отраслей, таких как: исследования космического пространства и Земли; доступ в опасные условия эксплуатации; автоматизация производства; удаленная диагностика и устранение неисправностей; экспериментальные установки; домашние роботы; самолёты и автомобили; мониторинг производственных процессов; дома престарелых; дистанционное управление. В то же время опробованных применений гораздо меньше, чем потенциальных.

### Виды сетей связи
- Полевые шины
- IP/Ethernet
- Беспроводные сети, например, Bluetooth, ZigBee или Z-wave. В этой связи часто используется термин Wireless Network Control System (WNCS).

### Проблемы и решения
Появление и развитие интернета, совмещенного с преимуществами NCS, вызвало интерес исследователей во всем мире. Наряду с преимуществами возникли некоторые проблемы, ставшие темами многих важных исследований. Новые стратегии управления, кинематика приводов в системах, надёжность и безопасность связи, распределение полосы пропускания, развитие протоколов передачи данных, соответствующие стратегии обнаружения неисправностей и контроля отказоусточивости, сбор в реальном времени и эффективная обработка данных сенсоров - вот некоторые из тем, касающихся NCS и глубоко изученных.
Включение сети в контур управления обратной связью усложняет анализ и проектирование NCS, так как вызывает дополнительные временные задержки в контурах управления или возможность потери данных. В зависимости от приложения, задержки могут привести к существенному снижению производительности системы.
Чтобы смягчить эффект влияние задержек, Й. Типсуван и М-Й. Чоу в лаборатории ADAC (Advanced Diagnosis, Automation and Control Lab) Университета Северной Каролины предложил метод Gain Scheduler Middleware (GSM) и применил её в iSpace. С. Мунир и В.Дж.Бук (Технологический институт Джорджии) использовали предиктор Смита, фильтр Кальмана и регулятор энергии для осуществления дистанционного управления через интернет.
К.С.Ли, С.Ли и Х.Х.Ли применили генетический алгоритм для проектирования контроллера, используемого в NCS. Многие другие исследователи находили решения, используя концепции из разных сфер управления, таких как устойчивое управление,  оптимальное стохастическое управление, прогнозное управление моделями, нечеткая логика и др.
Кроме того, наиболее критичная и важная проблема, касающаяся проектирования распределенных NCS с последовательным усложнением - сделать так, чтобы они отвечали требованиям надежности и при этом гарантировали высокую производительность в широком рабочем диапазоне. Это привлекает всё больше внимания к сетевым методам обнаружения неисправностей и диагностики, которые необходимы для мониторинга производительности системы.